# Augochlorini
Augochlorini es una tribu de himenópteros apócritos de la familia Halictidae. Se encuentran en el Neártico y Neotrópico.

## Géneros
Según BioLib:
- Andinaugochlora Eickwort, 1969
- Ariphanarthra Moure, 1951
- Augochlora Smith, 1853
- Augochlorella Sandhouse, 1937
- Augochlorodes Moure, 1958
- Augochloropsis Cockerell, 1897
- Caenaugochlora Michener, 1954
- Ceratalictus Moure, 1943
- Chlerogas Vachal, 1904
- Chlerogella Michener, 1954
- Chlerogelloides Engel, Brooks & Yanega, 1997
- Corynura Spinola, 1851
- Halictillus Moure, 1947
- Ischnomelissa Engel, 1997
- Megalopta Smith, 1853
- Megaloptidia Cockerell, 1900
- Megaloptilla Moure & Hurd, 1987
- Megommation Moure, 1943
- Micrommation Moure, 1969
- Neocorynura Schrottky, 1910
- Neocorynurella Engel, 1997
- Paroxystoglossa Moure, 1941
- Pereirapis Moure, 1943
- Pseudaugochlora Michener, 1954
- Rhectomia Moure, 1947
- Rhinocorynura Schrottky, 1909
- Rhynchochlora Engel, 2007
- Temnosoma Smith, 1853
- Thectochlora Moure, 1940
- Xenochlora Engel, Brooks & Yanega, 1997